# Atractus zidoki
Espèce
Atractus zidoki est une espèce de serpents de la famille des Dipsadidae.

## Répartition
Cette espèce se rencontre en Amazonie en Guyane, au Brésil et en Colombie.

## Description
L'holotype de Atractus zidoki, un mâle adulte, mesure 285 mm et une femelle 258 mm. La queue représente environ 15 % de la longueur totale chez le mâle et 8,5 % chez la femelle. Cette espèce a le dos sombre avec un motif longitudinal et la face ventrale rose saumon.

## Étymologie
Cette espèce est nommée en l'honneur du capitaine Zidok, un chef indien de la tribu des Wayãpi.

## Publication originale
- Gasc & Rodrigues, 1979 : Une nouvelle espèce du genre Atractus (Colubridae, Serpentes) de la Guyane française. Bulletin du Muséum national d'Histoire naturelle, section A, sér. 4, vol. 1, no 2, p. 547-557 (texte intégral).